# Peter van der Leij
Peter van der Leij (30 december 1950) is een voormalig Nederlands voetballer. Van der Leij debuteerde tijdens het seizoen 1971/72 in de Eredivisie voor FC Den Bosch.
Later zou Van der Leij ook nog uitkomen voor FC Wageningen. Hij bleef actief tot en met 1986. In vijftien jaar betaald voetbal speelde Van der Ley 412 wedstrijden, waarin hij dertien keer in het goede doel scoorde.